# Kiss Comix
Kiss Comix fue una revista española de cómic erótico, de periodicidad mensual, publicada por Ediciones La Cúpula desde 1991 hasta 2011, con 239 números. Su editorial lanzó también ediciones en otros idiomas para Francia (La Poudre aux Rêves) y Estados Unidos (French Kiss Comix).
En 2012 regresó como una colección de álbumes.

## Trayectoria
Ediciones La Cúpula había empezado ya a explotar el sector de los cómics pornográficos, lanzando una colección de monografías, la "Colección X", en 1987. Cinco años después hizo lo propio con una revista, a la que llamó "Kiss Comix".
En un mercado dominado por el comic book estadounidense, como era el español de mediados de los 90, "Kiss Comix" permitió que autores del país como Daniel Acuña, Jordi Bayarri, Sergio Bleda, Juan Román Cano Santacruz, Man, Rubén del Rincón o Paco Roca apuntalasen sus incipientes carreras. Artistas veteranos como "Mónica" se ocuparon de algunas portadas. También publicó a autores extranjeros, como Atilio Gambedotti, Marcelo Sosa, Kevin Taylor, Frank Thorne y Chiyoji Tomo.
Finalmente, y como indica el propio Hernán Migoya, sufragó la creación de la línea de cómic alternativo Brut Comix.
"Kiss Comix" llegó a vender en su mejor momento unos treinta mil ejemplares por número, pero desde mediados del nuevo siglo había pasado de vender una media de veinte mil ejemplares a sólo seis mil, debido a la competencia del porno gratuito ofrecido en internet. En agosto de 2011 publicó su último número, el 239.

## Contenido
| Título                                             | Números | Autoría                    | Fecha         |
| -------------------------------------------------- | ------- | -------------------------- | ------------- |
| Demasiado lleno de espuma                          | 1-16    | Peter                      | 1991-01/1993  |
| Birdland                                           | 1-7     | Beto Hernández             | 1991-5/1992   |
| Girl                                               | 1-13    | Kevin J. Taylor            | 1991-10/1992  |
| Cárcel de mujeres                                  | 1-8     | Erich von Gotha            | 1991-6/1992   |
| X-Women                                            | 7-      | Rafa Fonteriz              | 05/1992       |
| Dos chicas calientes en una cálida noche de verano | 8-9     | Art Wetherell/Terry Hooper | 6/1992-7/1992 |
| Historias de la humanidad                          | 8-      | Gigi Amaldi                | 6/1992        |
| Sábanas para recordar                              | 9-      | Ferocius                   | 7/1992-       |
| Manual de las pequeñas viciosas                    | 11-     | Mónica/Beatriz             | 8/1992-       |
| Fantaséame                                         | 11-     | Fretet                     | 8/1992-       |
| Ironwood                                           | 14-     | Bill Willigham             | 11/1992       |
| Miss 130                                           | 15-     | Chiyoji Tomo               | 12/1992       |
| Loló y Soucette                                    | 15-     | Yann/Hardy                 | 12/1992       |
| Mona Street                                        | 18-     |                            |               |
| Judit'                                             | 20-     | Peter                      | 1993          |
| Aladino                                            | 33      | Paco Roca                  | 1994          |
| La novia y la ladrona                              |         | Sergio Bleda               | 11/1994       |
| Blanca Navidad                                     | 39      | Paco Roca                  | 1995          |
| Peter Pan                                          | 51      | Paco Roca                  | 1995          |
| Melrose Pleasure                                   |         | Rakel/Sergio Bleda         | 02/1996       |
| Hot Rockets                                        |         | Rakel/Sergio Bleda         | 1998          |
| Huesos y tornillos                                 | 111-    | Man                        |               |
| Asia                                               | 116     | Hernán Migoya/Marcelo Sosa |               |
| Rain-bow                                           | 116     | Ferocius                   |               |

## Colección de álbumes (2012-presente)
| Título                                        | Autoría            | Fecha      |
| --------------------------------------------- | ------------------ | ---------- |
| Cuatro amigas: Donde caben tres, caben cuatro | Atilio Gambedotti, | 20/07/2012 |

## Premios
- Premio Diario de Avisos "a la mejor revista" en los años 1992, 1997 y 1998.[1]